# Kellogg (Oregon)
Kellogg az Amerikai Egyesült Államok északnyugati részén, Oregon állam Douglas megyéjében elhelyezkedő önkormányzat nélküli település.
Névadói Adna Barnes Kellogg és Lyman Kellogg. Az 1879. január 17-e és 1921 között működő posta első vezetője Adna Kellogg volt.

## Fordítás
- Ez a szócikk részben vagy egészben  a   Kellogg, Oregon című angol Wikipédia-szócikk ezen változatának fordításán alapul.  Az eredeti cikk szerkesztőit annak laptörténete sorolja fel. Ez a jelzés csupán a megfogalmazás eredetét és a szerzői jogokat jelzi, nem szolgál a cikkben szereplő információk forrásmegjelöléseként.